# Feuchtwiesen In den Wösten
Die Feuchtwiesen In den Wösten sind ein aus zwei angrenzenden Flächen bestehendes Naturschutzgebiet mit einer Größe von 47,36 ha, das im Nordwesten des zur Gemeinde Steinhagen gehörenden Ortsteils Brockhagen im Kreis Gütersloh. Das Gebiet wird mit der Nummer GT-039 geführt.
Es wurde zur Erhaltung der ostmünsterländischen Parklandschaft mit Lebensgemeinschaften und -stätten wildlebender Pflanzen- und Tierarten, insbesondere von seltenen und zum Teil gefährdeten Pflanzengesellschaften der feuchten Grünlandbereiche sowie Hecken, Feldgehölzen, Hecken und Wäldchen ausgewiesen.